# Channomuraena bauchotae
Espèce
Channomuraena bauchotae est une espèce de poisson anguilliforme de la famille des murènes. Elle est endémique de l'île de La Réunion, département d'outre-mer français dans le sud-ouest de l'océan Indien.